# Побјеник
Побјеник је насељено место у саставу града Чазме у Бјеловарско-билогорској жупанији, Република Хрватска.

## Историја
До територијалне реорганизације у Хрватској налазио се у саставу старе општине Чазма.

## Становништво
На попису становништва 2011. године, Побјеник је имао 215 становника.

## Попис1991.
На попису становништва 1991. године, насељено место Побјеник је имало 258 становника, следећег националног састава:
| Попис 1991.‍ | Попис 1991.‍ | Попис 1991.‍ | Попис 1991.‍ | Попис 1991.‍ |
| ----------- | ----------- | ----------- | ----------- | ----------- |
|             |             |             |             |             |
| Хрвати      | Хрвати      |             | 258         | 100%        |
| укупно: 258 |             |             |             |             |